# Jean-Claude Marsan
un guitariste du même nom.
Compléments
Jean-Claude Marsan (né le 7 octobre 1938 à Saint-Eustache au Québec) est un architecte et urbaniste, professeur, écrivain et chercheur québécois.

## Biographie
Jean-Claude Marsan gagne à vingt ans un premier prix ex aequo dans la section 16–20 ans du 1er concours Jeunes Auteurs de Radio-Canada.
Après un baccalauréat en architecture de l'université de Montréal, il complète ses études supérieures à l'université d'Édimbourg, en Écosse. La rencontre de Percy Johnson-Marshall (en), professeur responsable de la maîtrise en Civic Design de cette université, un passionné des villes, l'éveille à la richesse du patrimoine architectural et urbain.
Trois ans plus tard, Jean-Claude Marsan revient à Montréal et porte un regard neuf sur la ville. En 1974, il publie sa thèse de doctorat, Montréal en évolution, historique du développement de l'architecture et de l'environnement montréalais (Fides). C'est l'époque où, peu à peu, le Québec prend conscience de l'importance de préserver son patrimoine. À Montréal, des groupes de pression se forment. C'est ainsi que Jean-Claude Marsan a été membre fondateur et membre du conseil d'administration de l'Association Espaces Verts, des Amis de la gare Windsor, de Sauvons Montréal et d'Héritage Montréal, dont il est président de 1984 à 1988.
Outre son engagement passionné dans les mouvements populaires, il a joué un rôle de premier plan dans le développement de la faculté de l'aménagement de l'Université de Montréal, étant successivement directeur de l'École d'architecture et doyen de la faculté. Reprenant les préceptes de Vitruve, Jean-Claude Marsan croit que l'architecte doit créer d'abord un cadre de vie qui réponde aux besoins des utilisateurs. 
Il a été candidat à la mairie de l'arrondissement Outremont pour le parti Projet Montréal lors de l'élection partielle de décembre 2007.
Il est actuellement professeur émérite à la faculté de l'aménagement — Architecture de l'université de Montréal. Jean-Claude Marsan consacre son énergie à la défense et à la promotion du patrimoine urbain et architectural de Montréal.

## Publications
- Montréal en évolution. Historique du développement de l'architecture et de l'environnement urbain montréalais. 3e  éd.. Éditions du Méridien, Montréal, 1994, 515 p.
  - Montréal en évolution. Quatre siècles d’architecture et d’aménagement, 4e  éd., Presses de l'Université du Québec, coll. « Patrimoine urbain », 2016, 752 p.

- Montréal, une esquisse du futur, Québec, Institut québécois de la recherche sur la culture, 1983, 322 p.

- Sauver Montréal, Montréal, Éditions du Boréal, 1990, 408 p.

## Distinctions
- 1987 : Membre de la Société royale du Canada
- 1992 : Prix Gérard-Morisset
- 1995 : Membre de l'ordre du Canada[2],[3]